# Tieste-Uragnoux
Tieste-Uragnoux – miejscowość i gmina we Francji, w regionie Oksytania, w departamencie Gers.
Według danych na rok 1990 gminę zamieszkiwało 118 osób, a gęstość zaludnienia wynosiła 19 osób/km² (wśród 3020 gmin regionu Midi-Pyrénées Tieste-Uragnoux plasuje się na 945. miejscu pod względem liczby ludności, natomiast pod względem powierzchni na miejscu 1391.).